# Sant Antoni de Vilamajor
Sant Antoni de Vilamajor település Spanyolországban, Barcelona tartományban. Lakosainak száma 6668 fő (2024).

## Földrajza
Sant Antoni de Vilamajor Sant Pere de Vilamajor, Llinars del Vallès és Cardedeu községekkel határos.

## Népesség
A település lakosságának változását az alábbi diagram mutatja:
| Lakosok száma | 1200 | 843  | 1269 | 1224 | 2216 | 4437 | 5444 | 5708 | 6135 | 6668 |
|               | 1717 | 1900 | 1940 | 1965 | 1991 | 2004 | 2009 | 2014 | 2019 | 2024 |